# 데스페라도스 (맥주)

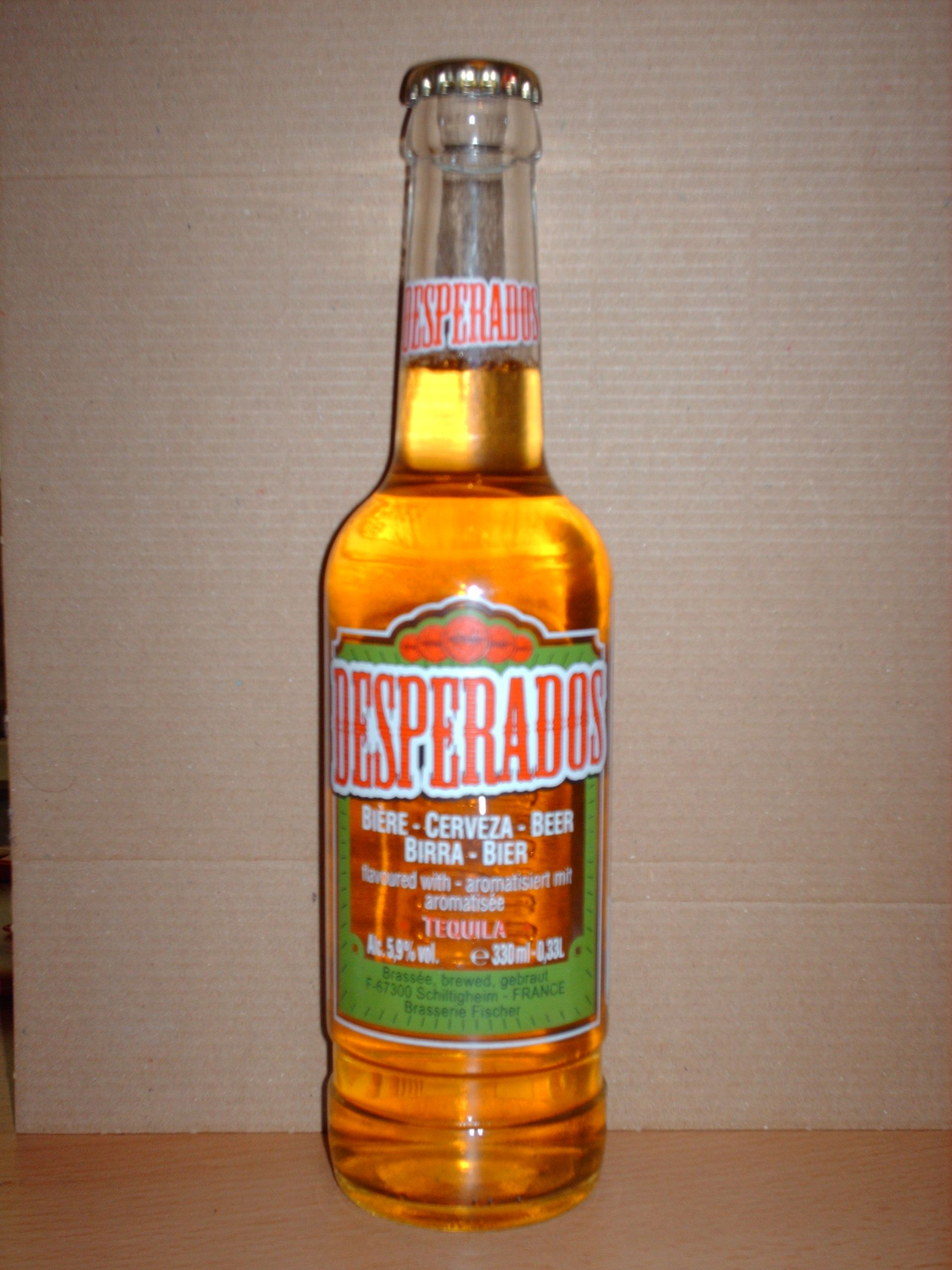
데스페라도스 병맥주

데스페라도스(Desperados)는 페일 라거 스타일의 맥주 제품으로, 본래 프랑스의 피셔 브루어리에서 발매하였다. 현재는 하이네켄과 카를로바코에서 제조하고 있다.
알코올 도수는 5.9 %이다.